# La prigioniera (romanzo)
La prigioniera (La Prisonnière) è il quinto volume dell'opera di Marcel Proust Alla ricerca del tempo perduto (À la recherce du temps perdu).

## Vicenda editoriale
Pubblicato nel 1923, questo è il primo volume dell'opera ad essere pubblicato dopo la morte dell'autore, avvenuta nel 1922. Proust non riuscì nemmeno a vedere le bozze di stampa.
Alcuni frammenti apparvero sulla Nouvelle Revue Française prima della pubblicazione dell'intero volume: due frammenti nel 1922 (La regarder dormir e Mes réveils), e altri due nel 1923 (Une matinée au Trocadéro e La Mort de Bergotte).

## Tematiche
Tra i vari volumi ci sono dei temi ricorrenti, che sono: il tempo e la memoria, dunque il racconto da parte dell'autore di esperienze autobiografiche.
Rispetto agli altri volumi, in questo viene data particolare importanza al tema della gelosia. 
Esso è intitolato La prigioniera proprio perché il narratore per gelosia decide di imprigionare la sua amata, Albertine.

## Trama
Il narratore racconta della sua convivenza con Albertine, di cui è molto geloso.
Marcel, prima di sposare Albertine, è vittima di un senso di possesso e di gelosia morbosi nei suoi confronti. 
Il narratore probabilmente prova questi sentimenti dopo aver saputo di alcune vicende di tradimento che riguardavano la relazione omosessuale del barone di Charlus; per questo motivo fa sorvegliare la ragazza, la accusa di avere relazioni omosessuali e, alla fine, prova ad imprigionarla in casa sua, approfittando dell'assenza dei suoi genitori. 
Questa prigionia sarà sopportata per poco tempo da Albertine, la quale deciderà di scappare di casa di nascosto.
Infatti, alla fine del volume, Marcel scoprirà dalla domestica Françoise che Albertine è andata via di casa e che gli ha lasciato una lettera di addio.

## Edizioni
- Marcel Proust, À la recherce du temps perdu III, edizione stabilita e presentata da Pierre Clarac e André Ferré, Bibliothèque de la Pléiade, Gallimard, 1954.

### Traduzioni italiane
Oggi le edizioni di riferimento di questo volume sono considerate quelle di Einaudi, a cura di Mariolina Bongiovanni Bertini, con la traduzione di Paolo Serini, e quella di Mondadori, con il testo tradotto da Giovanni Raboni e la cura di Luciano De Maria.
- 1951 (e 1967), Paolo Serini, Einaudi
- 1989, Giovanni Raboni
- 1990, Giovanna Parisse, Orsa Maggiore, poi Newton Compton
- 1991, Maria Teresa Nessi Somaini, Rizzoli